# 訃報 1997年9月
訃報 1997年9月（ふほう 1997ねん9がつ）では、1997年（平成9年）9月中に物故した、又は物故が報じられた人物についてまとめる。

## （1日 - 15日）

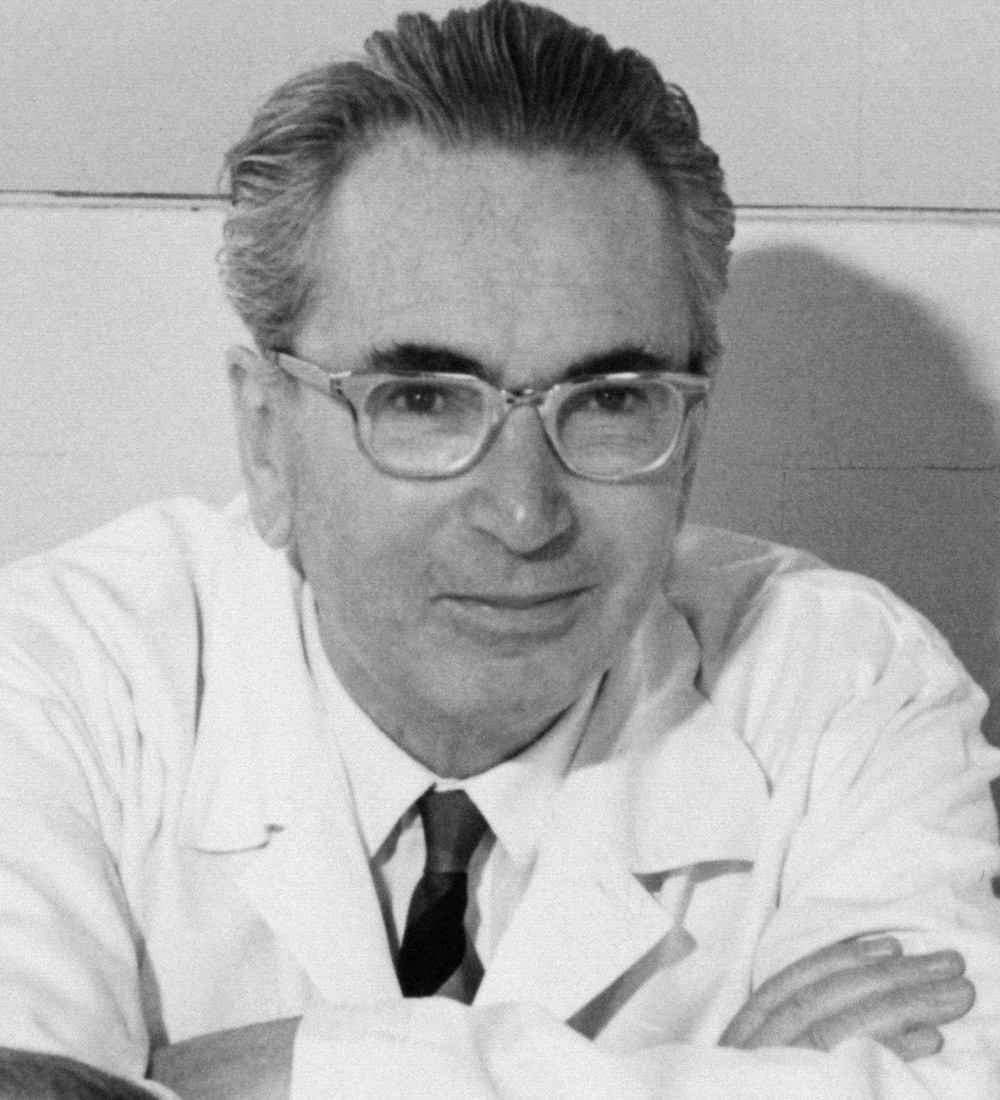
ヴィクトール・フランクル／9月2日没

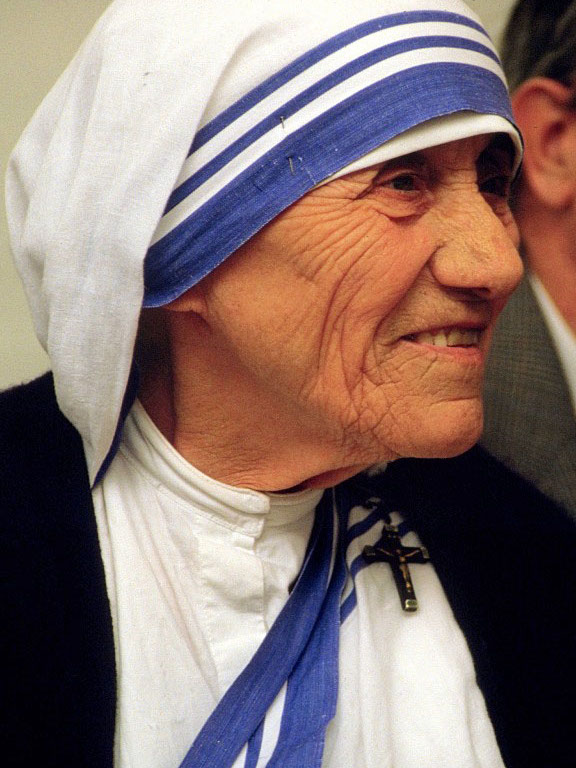
マザー・テレサ／9月5日没

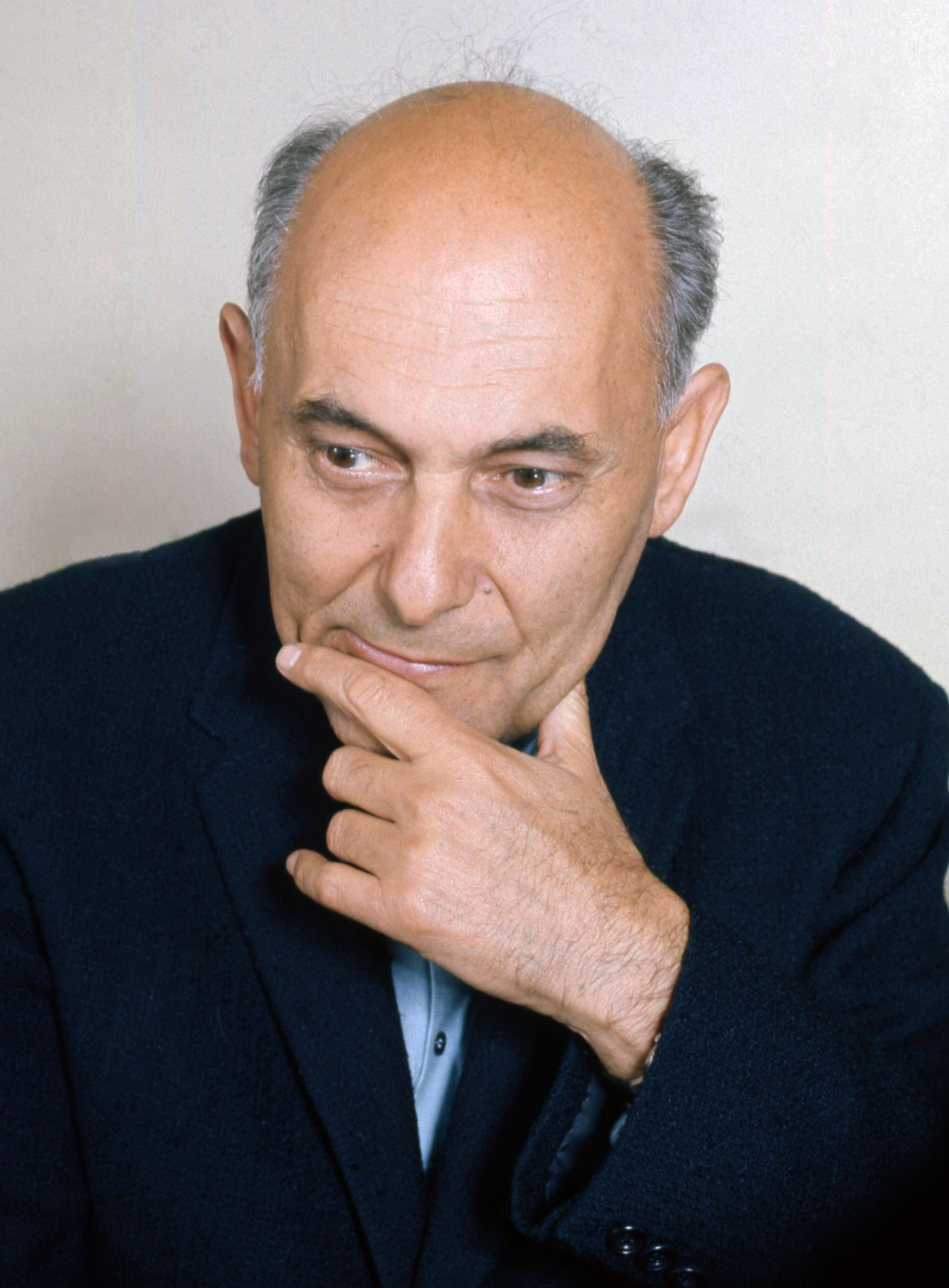
ゲオルク・ショルティ／9月5日没

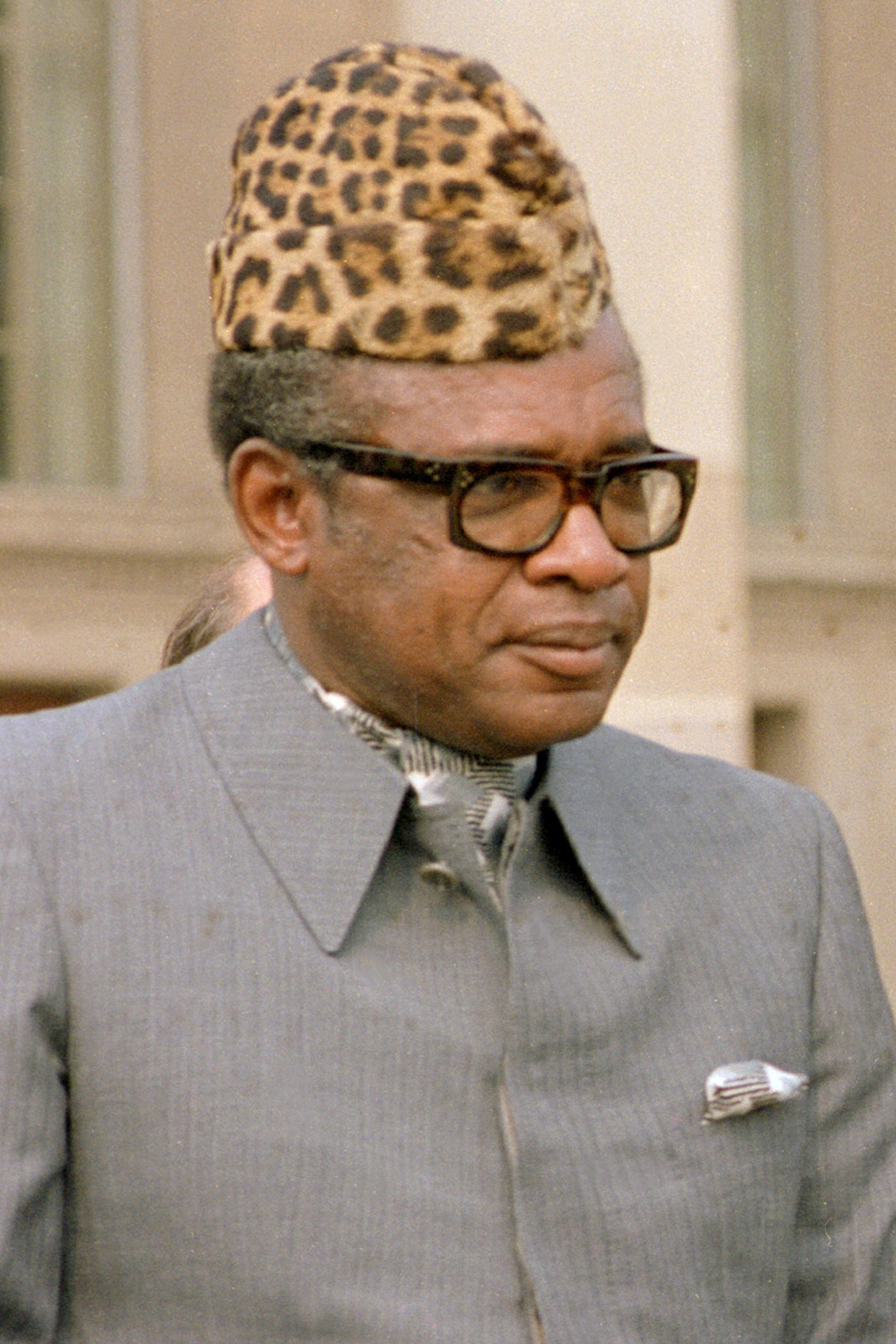
モブツ・セセ・セコ／9月7日没

- 9月2日 - 福田一、第62代衆議院議長（* 1902年）
- 9月2日 - ヴィクトール・フランクル、精神科医・心理学者（* 1905年）
- 9月2日 - 仮谷志良、元和歌山県知事（* 1922年）
- 9月5日 - マザー・テレサ、修道女（* 1910年）
- 9月5日 - ゲオルク・ショルティ、指揮者（* 1912年）
- 9月5日 - 吉國二郎、官僚・実業家（* 1919年）
- 9月7日 - モブツ・セセ・セコ、ザイール（現：コンゴ民主共和国）大統領（* 1930年）
- 9月8日 - 松沢卓二、実業家（* 1913年）
- 9月12日 - 寺島達夫、俳優・元プロ野球選手（* 1936年）

## （16日 - 30日）

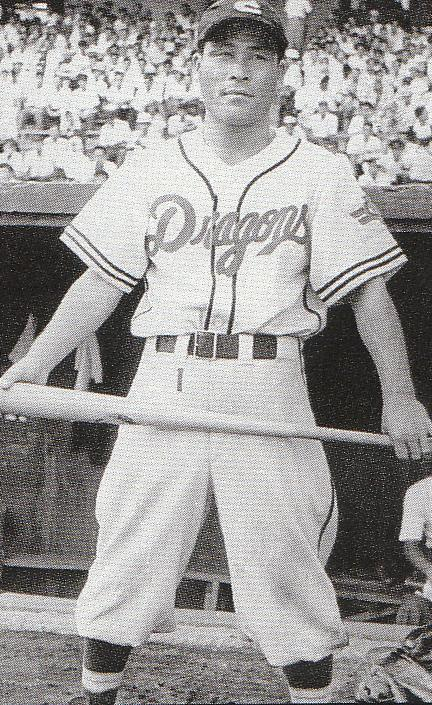
坪内道典／9月16日没

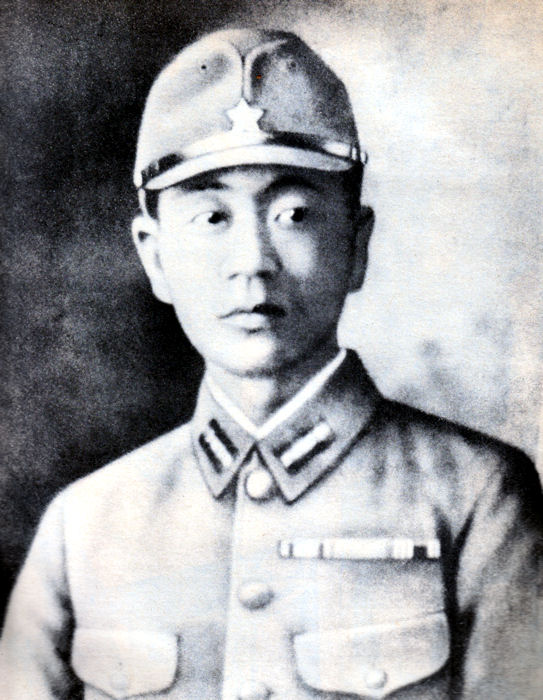
横井庄一／9月22日没

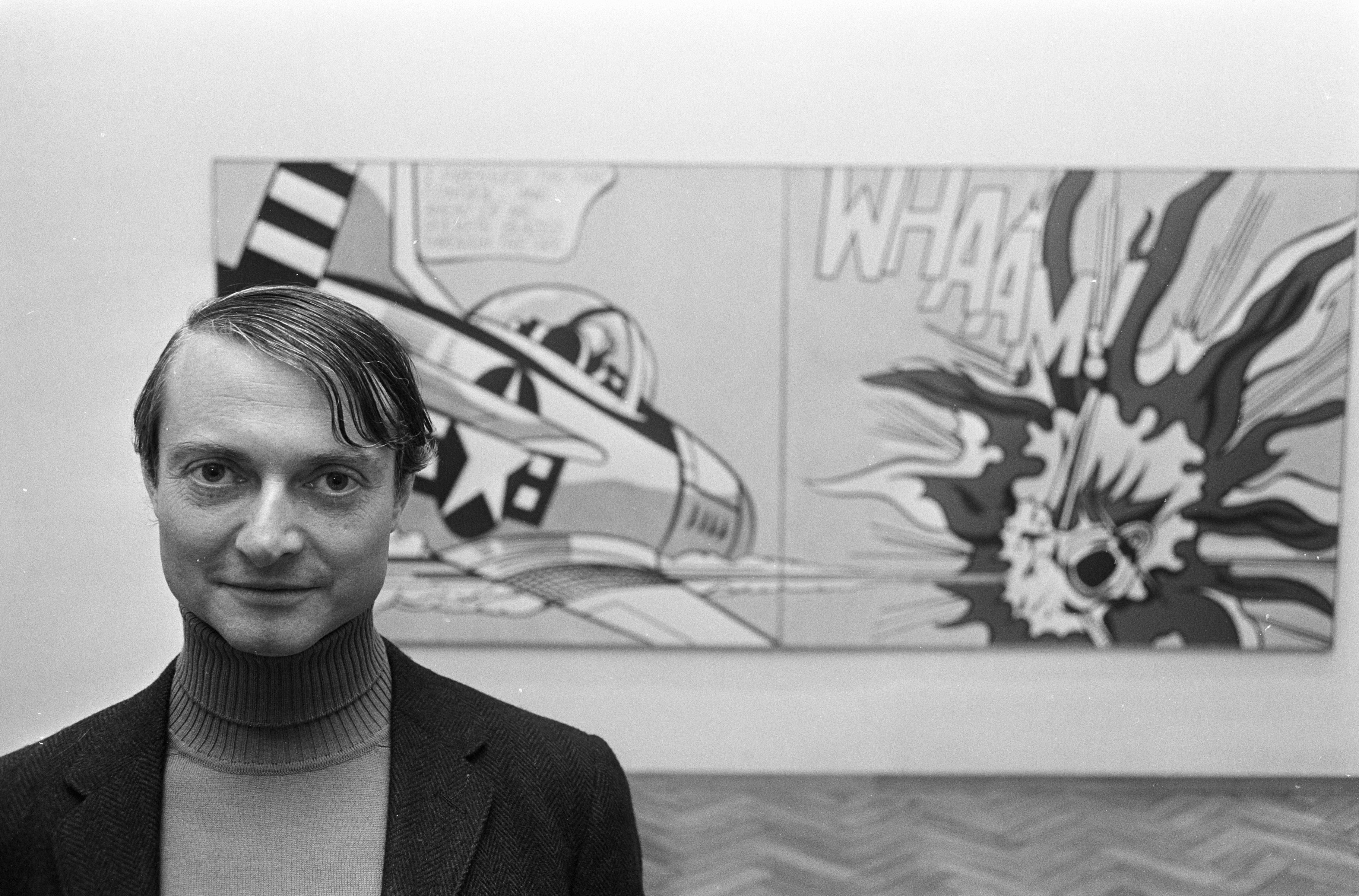
ロイ・リキテンスタイン／9月29日没

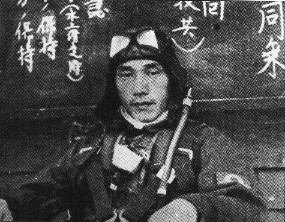
藤田信雄／9月30日没

- 9月16日 - 牛島憲之、洋画家（* 1900年）
- 9月16日 - 坪内道典、元プロ野球選手（* 1914年）
- 9月16日 - 渡部行雄、元衆議院議員（* 1925年）
- 9月17日 - 会田雄次、歴史学者（* 1916年）
- 9月22日 - 横井庄一、元残留日本兵（* 1915年）
- 9月26日 - 萩原寛、元プロ野球選手（* 1924年）
- 9月29日 - ロイ・リキテンスタイン、画家（* 1923年）
- 9月30日 - 夏目忠雄、元参議院議員・長野市長（* 1908年）
- 9月30日 - 藤田信雄、日本海軍軍人、史上唯一アメリカ本土空襲を実施（* 1911年）